# Fétichisme de la chaussure
Cet article concerne le fétichisme de la chaussure. Pour le fétichisme sexuel généralisé, voir fétichisme sexuel.

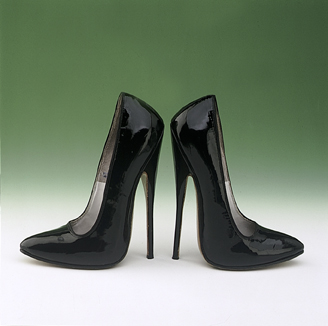
Fétichisme des talons.

Le fétichisme de la chaussure (ou rétifisme) est l'attribution d'un désir érotique dans la recherche d'une satisfaction sexuelle par le contact physique ou visuel des chaussures,. Les pieds et les collants sont des fétichismes liés et certains individus fétichistes de la chaussure peuvent également avoir ce type de fétichisme, mais ce n'est pas toujours le cas, et ce fétichisme pourrait concerner également les palmes de plongée et les tongs. Le fétichisme de la botte est un cas particulier du fétichisme de la chaussure.

## Dénomination
Cette paraphilie est aussi connue sous le terme de « rétifisme », en référence à Nicolas-Edme Restif qui a décrit son attirance pour les chaussures féminines dans son roman intitulé Le pied de Fanchette, paru en 1769.

## Histoire
Dans le but de déterminer les prévalences relatives des différents types de fétichismes, les scientifiques ont obtenu un échantillon de cinq mille individus dans le monde entier dans 381 groupes de discussions sur internet. Les prévalences relatives estimées sont basées sur plusieurs critères : (a), le nombre de groupes dévoués à un fétichisme, (b) le nombre d'individus participant au groupe et (c) le nombre de messages échangés. Utilisant cette méthode, les pieds et les chaussures sont les mots ayant été les plus utilisés dans les préférences. C'est le résultat de plusieurs millions de recherches accidentellement enregistrées durant le scandale AOL[réf. nécessaire]. Soixante-quatre pour cent des gens étudiés ont une préférence pour les chaussures, les pieds et autres types de fétiches liés aux pieds,.
Durant les années 1960, les médias signalent le cas du tueur en série, Jerry Brudos, à l'attention du public. Brudos, connu comme étant notamment fétichiste de la chaussure, amputait les pieds de ses victimes et les gardait en tant que trophées dans le garage de sa maison à Salem (Oregon).
En 2006, un autre fétichiste, James Lloyd, est arrêté vingt ans après son premier crime. Il violait ses victimes et les dépouillait de leurs chaussures. Environ 200 paires de chaussures qu'il gardait en guise de trophées, ont été retrouvées chez lui. En 2008, un Allemand dérobait les chaussures de femmes dans la rue.

## Médias
- La série télévisée britannique des années 1960, Chapeau melon et bottes de cuir, montre souvent des vêtements à caractère fétichiste[8]. Les acteurs, Patrick Macnee et Honor Blackman, ont également enregistré un 45 tours intitulé Kinky Boots[9]
- Un épisode de la série américaine, Sex and the City, La Douleur Exquise!, montre un vendeur fétichiste de chaussures[10].
- Le film américain Mary à tout prix montre le petit ami de Mary (l'acteur Chris Elliott) comme étant fétichiste de la chaussure. Une scène du film montre qu'il a tenté de voler ses chaussures.
- Dans le sitcom américain Les Griffin, le personnage, Glenn Quagmire, possède le fétichisme de la chaussure parmi un bon nombre de fétichismes.